# Aphrodite World Tour
El Aphrodite: Les Folies Tour (también conocido como Aphrodite Live) es la duodécima gira musical de la cantante australiana Kylie Minogue. Está apoyado por su undécimo álbum de estudio Aphrodite. Kylie Minogue confirmó la posibilidad de embarcarse en una nueva gira a mediados de junio de 2010, cerca del lanzamiento del álbum. William Baker, el colaborador de varios años de la cantante, se encarga en la dirección del concierto. La gira se caracteriza por su extravagancia y glamour, que incluye tela acrobática, espectáculos de agua, juegos increíbles de luces, escenarios movibles y cambios llamativos de vestuario.
Adopta una temática mitológica y cultural de Grecia, moldeado por el álbum Aphrodite. La compañía italiana de modas Dolce & Gabbana se encargó en la indumentaria de la gira, y es su tercera aportación para Kylie Minogue, siendo las anteriores en Showgirl: The Homecoming Tour y KylieFever2002.Originalmente, Kylie iba a llevar Les Follies a Japón, pero la tragedia nuclear de Fukushima obligó a un cambio de planes y tres datas de Aphrodite Live 2011 se llevaram al país, sin embargo, estos tres shows tenían un setlist especial en el que se añadían tres canciones extras.La gira comenzó el 19 de febrero de 2011 en Herning, Dinamarca, siguiendo las siguientes fechas por Europa, Asia, Norteamérica y Australia. Cada manga es conocida por un nombre diferente. En Europa y Australia, fue conocida como Aphrodite: Les Folies Tour 2011 y en Asia y Norteamérica como Aphrodite Live 2011.
La gira está en el puesto N° 6 de la lista «Top 50 Worldwide Tour (Mid-Year)» (Las mejores 50 giras mundiales) de Pollstar, ganando más de 75 millones de dólares.

## Historia

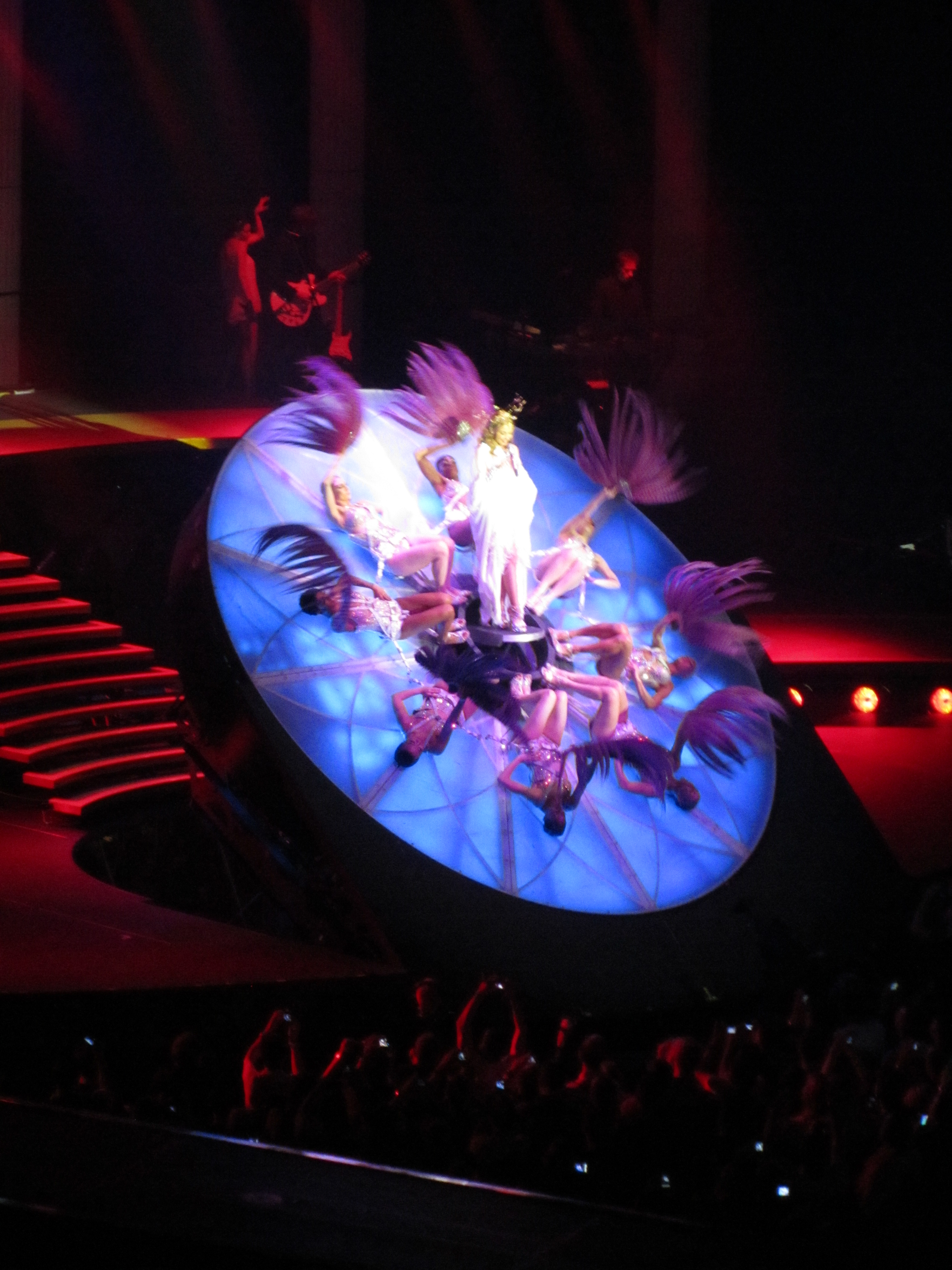
Minogue interpretando «Slow» en el centro de una gran rueda rotatoria con sus bailarinas agitando abanicos de plumas.

El Aphrodite: Les Folies Tour se hizo pública el 25 de junio de 2010 cuando Kylie apareció como invitada en Friday Night with Jonathan Ross. Después de hablar sobre su carrera y su padecimiento con cáncer de mama, ella hizo unos performances de sus sencillos, "All the Lovers" de Aphrodite y "Love at First Sight" que apareció en su álbum de estudio de 2001, Fever.
Durante una entrevista en junio de 2010, Minogue se le preguntó si se iba de gira con su último LP. Ella respondió:
«¡Oh sí! [...] Sí, tengo conceptos en mi mente pero no quisiera mostrarlo todavía, porque realmente está en pañales [...] Pero vamos, con el nombre de Aphrodite como la plataforma de lanzamiento, vamos a entretenernos mucho! [...] Me gustaría que la gira deseada te haga sentir en ese mar ... y entre todas las alegrías y las inmersiones, solo se sienta el amor. La vibra que puesto por ahí con 'All the Lovers', y a lo que estoy volviendo, es "sentir el amor, compartir el amor". Quisiera un espectáculo así.»
Minogue expresó que será una gira mundial, afirmando que le gustaría volver a recorrer el continente americano y es posible realizar un espectáculo en Ibiza. Ella declaró: «El último par de años hice el esfuerzo de visitar un montón de lugares que nunca había viajado en el pasado y que fue muy gratificante, satisfactoria y estimulante. Estoy con la necesidad de hacerlo nuevo e ir mucho más allá».
El primer póster de la gira se hizo pública en Alemania, durante un desfile de orgullo gay, mostrando las primeras fechas para su presentación. Más tarde, el 6 de septiembre de 2010, la gira fue anunciada en el sitio web oficial de Minogue. A modo de introducción, Minogue afirmó: «La reacción a Afrodita ha sido absolutamente increíble y me ha inspirado y mi equipo creativo para desarrollar un nuevo show que tendrá a todos nosotros en un viaje eufórico de alegría, emoción y glamour. No puedo esperar a estar en marcha y ver a todos mis fans en el 2011».

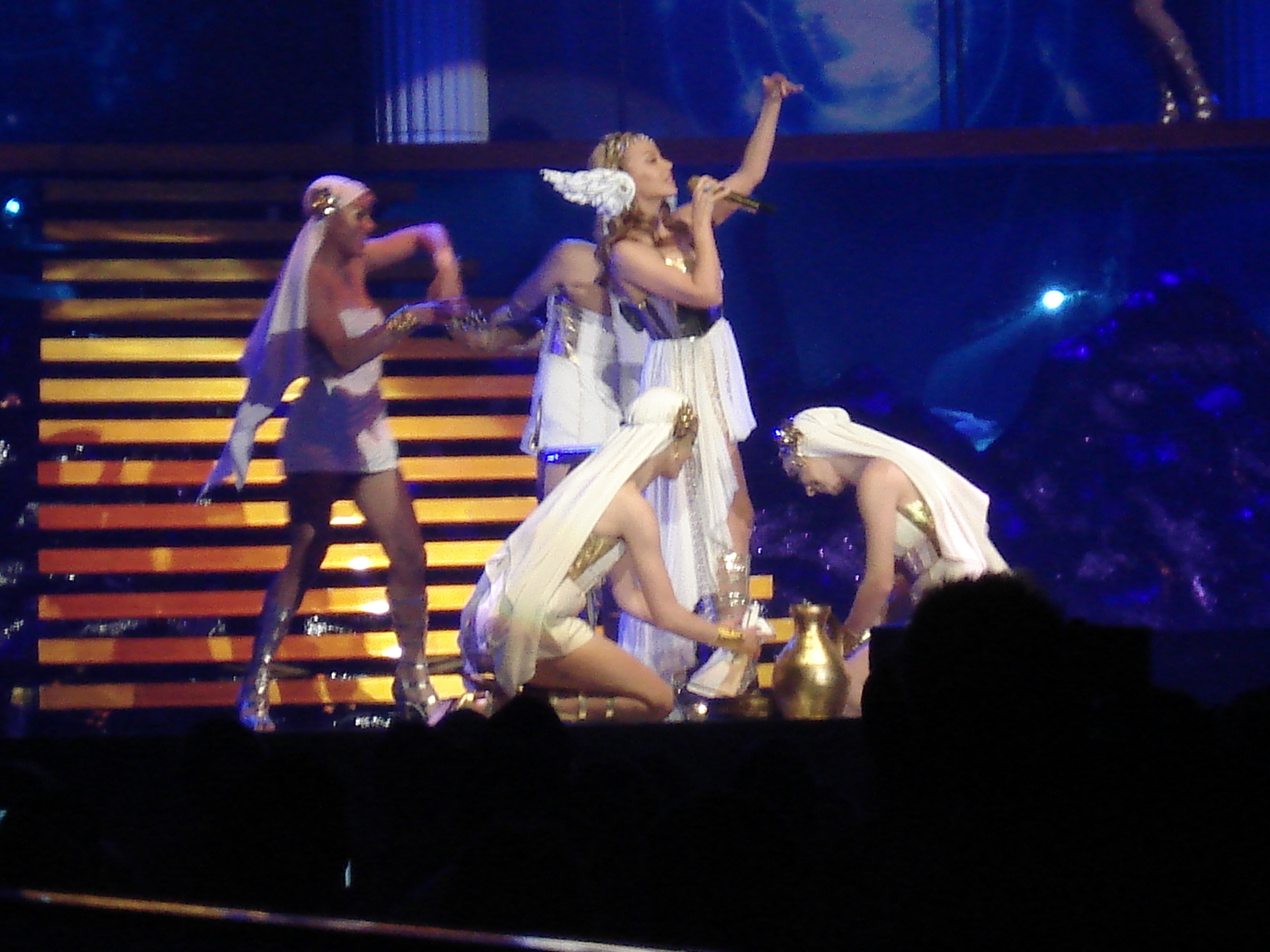
Minogue interpretando por primera vez en un espectáculo en Amnéville, Francia.

Minogue confirmó que volverá a recorrer los Estados Unidos, al describir su hazaña anterior como una de sus mejores decisiones.
Minogue habló sobre el espectáculo: «Los ensayos van bien y el show está en forma para ser más de lo que he deseado. Todos los departamentos está haciendo un trabajo excepcional y el nivel combinado de pericia sigue aportando ideas. Mis amigos, Dolce & Gabbana han diseñado un armario increíble para mí. Estoy abrumada con el amor y el talento que se avecina para la gira y no puedo esperar que mis fans formen parte de esto».
La gira se estrenó en Herning, Dinamarca y, el Jyske Bank Boxen se llenó con un más de 12,000 espectadores. Minogue publicó un video en su cuenta de Youtube agradeciendo al equipo por el arduo trabajo y dedicación durante los ensayos, junto expresando su emoción por la noche de apertura. Más tarde, un video fue publicado mostrando entrevistas con la audiencia, y algunos performances de «Aphrodite», «Slow», «Can't Get You Out of My Head», «Better the Devil You Know» y «All the Lovers». Otros vídeos incluyen ensayos de la banda y los bailarines, junto a pruebas de vestimenta en el Jyske Bank Boxen.
Minogue visita con el Aphrodite una amplia gama de países, incluidos Reino Unido, Australia, Dinamarca, Francia, Alemania, Suiza, Hong Kong, Singapur, Tailandia y Taiwán , donde la cantante ya había sido presentada anteriormente, además de Italia, Irlanda, donde no había pasado con el KylieX2008 y Japan donde tampoco se presentava más de 20 años. Este fue en realidad la segunda vuelta al mundo con la gira de Kylie, aunque el número de países en los que la gira visitó fue menor que KylieX2008, sin embargo, también tenía concertos en todos los continentes. Con la gira, Minogue visitou por primera vez Estonia, Lituania, Indonesia, Filipinas, México y Sudáfrica. Se observa que la gira fue la primera gira mundial de la cantante que tuve concertos en Canadá y los Estados Unidos, donde ya había sido presentada con en 2009 , con la gira For You, for Me Tour que era una gira específica para estos países y mesclava sus giras anteriores.

## Desarrollo

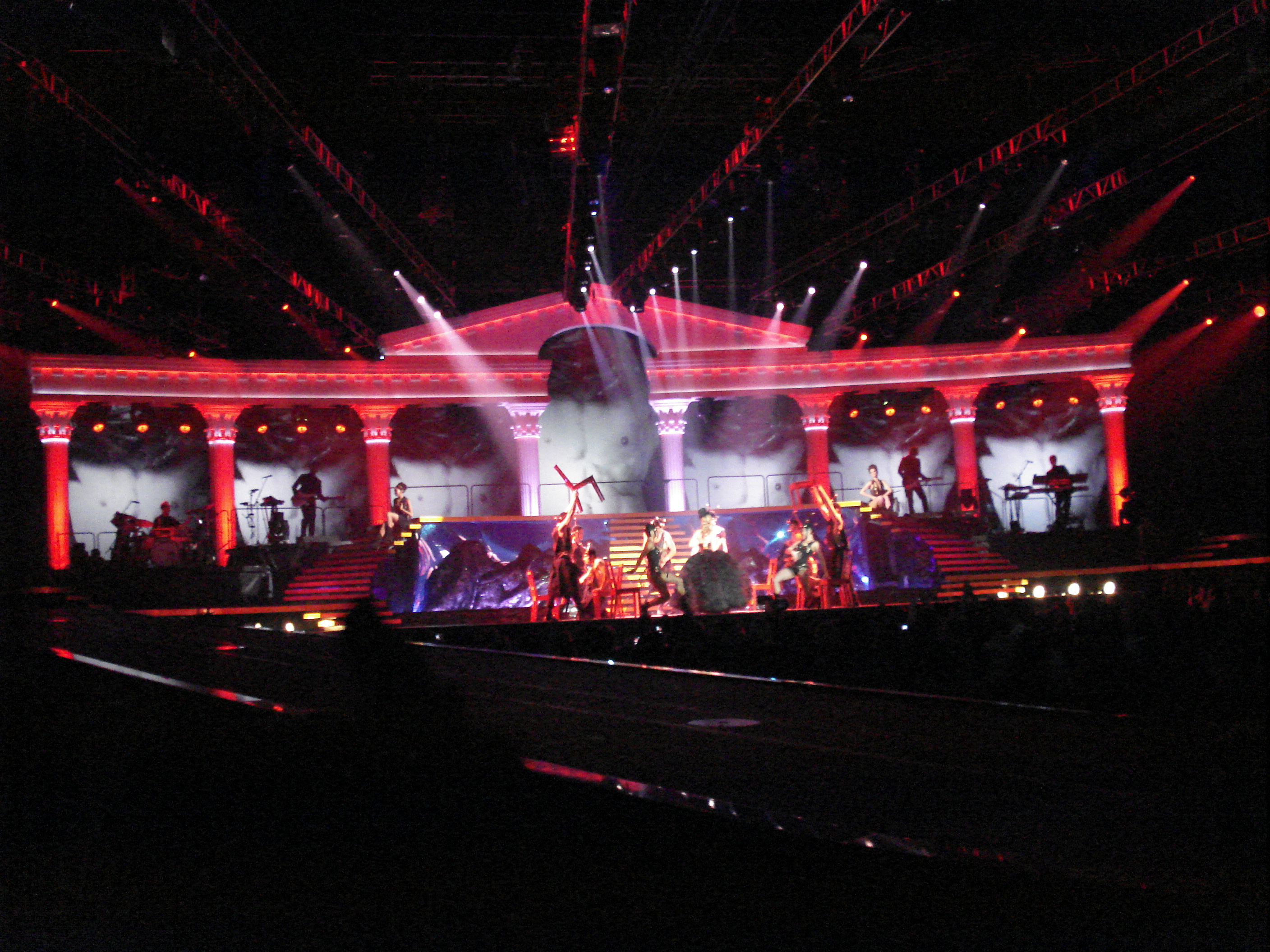
Estructura principal del escenario inspirado en el Partenón.

### Diseño
La instalación consiste en un elaborado escenario principal y amplio, con el piso forrado de un material de goma que evita caídas. En el centro de éste, está una plataforma circular empotrada capaz de girar. La plataforma es usada durante la interpretación de «Slow», funcionando como una ruleta giratoria (llevando a la bailarinas en su alrededor) siendo alzada por un lado para dar cara al público, donde Kylie está posicionada en el centro.
Detrás del escenario, está tres escalinatas doradas, dos cubiertas para las bandas, pedestales para las voces de fondo, y más al fondo y ocupando el espacio visual, una ancha arquitectura inspirada en el Partenón (entre las columnas se deja ver las proyecciones de vídeo). Delante del escenario principal, por los lados, surge dos pasarelas (con fuentes de aguas incorporadas) que se encuentran en una estructura llamada «elevador de pastel». Este complicado elemento del escenario, usado en el encore, es una fuente, probablemente inspirada en la Fuente de la Juventud, que sube y muestra varias pisos giratorios. En la parte superior se coloca Minogue cantando «All the Lovers» terminando el show.

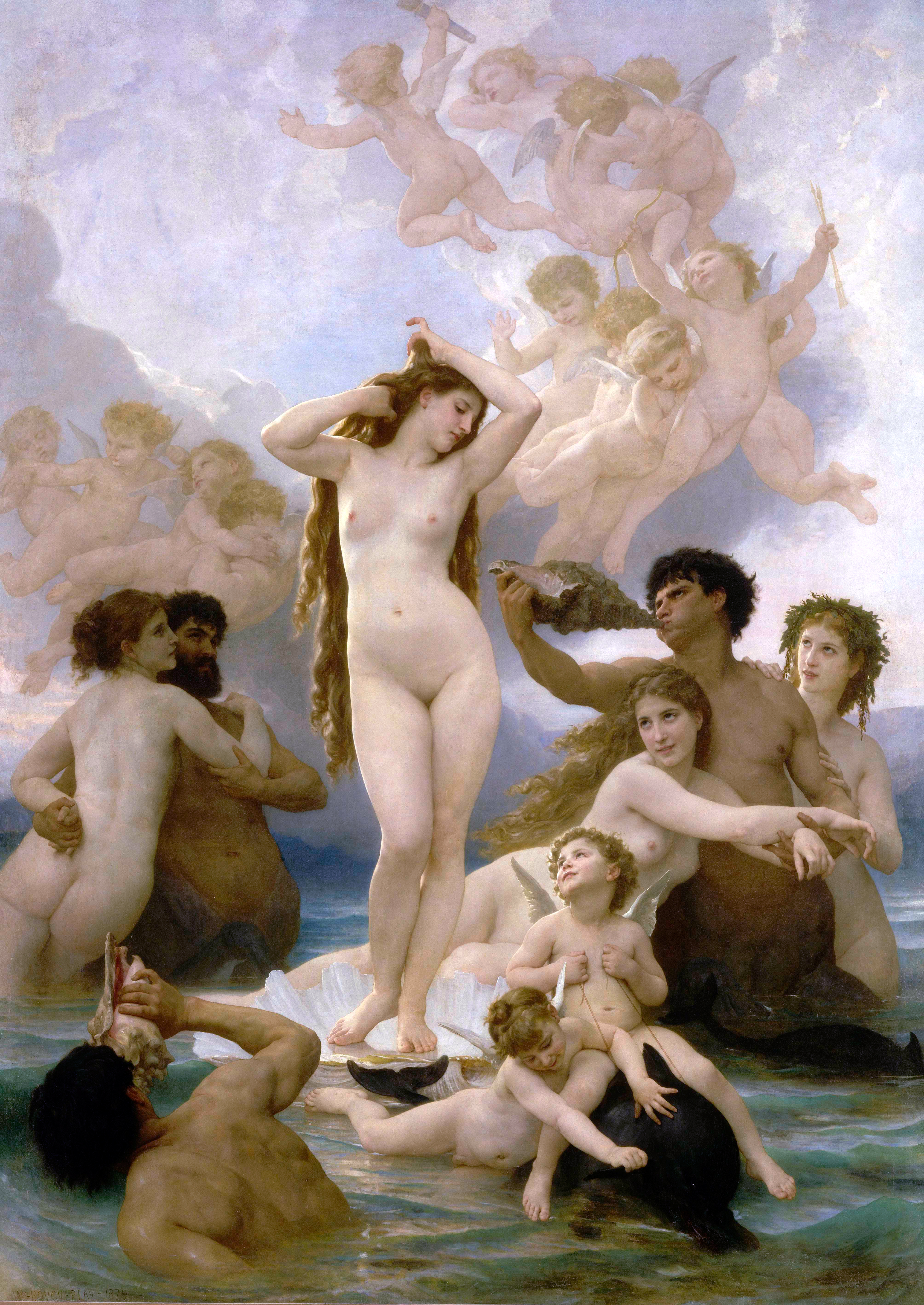
La diosa griega Afrodita sería uno de los personajes mitológicos principales en Aphrodite: Les Folies Tour. (The Birth of Venus, William-Adolphe Bouguereau)

El concierto también incluye vuelos de acróbatas en aros, y una simulación de un ángel volando sobre el escenario. El cambio de vestimenta y accesorios de mitología griega relacionados en cada repertorio es tremendo. Incluye un concha bañada de pintura dorada, inspirada en El nacimiento de Afrodita de William-Adolphe Bouguereau, un gran pegaso dorado, una enorme arpa fantástica con un ser mitológico implementando a él, entre otros.

### Elaboración
El escenario fue diseñado por RoadRage Group y construido por TAIT Towers of Limit. Existe una zona especial llamada «Splash», ubicada entre las dos pasarelas, donde incluye los mencionados espectáculos de agua. El equipo adicional está costando $25,000,000. El escenario y los accesorios relacionados serán transportados por Europa en una flota de 25 camiones, realizada por más de 100 personas.
Para los mangas fuera de Europa y Australia, la gira ganó lo nombre de Aphrodite: Live y Kylie decidió agregar detalles específicos para estos conciertos, donde los espectáculos se realizaban en escenarios y teatros más pequeños donde se presentaran las experiencias más íntimas de la gira. Originalmente, Les Folies se presentaría en Japón pero, debido al gran sismo de 2011, Kylie decidió presentar una versión especial de Aphrodite:Live.
El escenario está proclamado a ser la puesta en escena más extravagante construida para cualquier concierto con múltiples partes movibles, siete ascensores y cerca de 600 fuentes de luz. Este también incluirá chorros de agua que serán lanzados a 30 metros de altura creado por WET Design, conocido por su trabajo con las Fuentes de Bellagio, Burj Khalifa Lake Hotel en Dubái y el espectáculos de aguas danzantes World of Color en Disneylandia, California. El espectáculo será un homenaje a la cultura y la mitología griega con un acto aéreo inspirado en Spider-Man: Turn Off the Dark. Para América del Norte, Minogue promete un show espectacular, pero la puesta en escena será adecuado para lugares pequeños.
Los diseñadores de moda Domenico Dolce y Stefano Gabbana hablaron sobre el trabajo con Minogue para la indumentaria de la gira:

¡Kylie ha sido siempre nuestra Piccola Principessa (Pequeña Princesa), no sólo por nuestro conjunto, sino por nuestra amistad! Trabajar con Kylie ha sido siempre muy espontáneo y fácil. Nosotros estamos entregando un reinado libre para crear porque ella confía en que nosotros sabemos exactamente lo que ella quiere. Esto será nuestra tercera gira con Kylie y en este momento, hemos vuelto a visitar nuestras icónicas piezas de Dolce & Gabbana, adaptándolos a los diferentes temas de la gira. ¡Este show definitivamente no puede perderse!
—Domenico Dolce y Stefano Gabbana

### Inspiración y etimología
La cultura y mitología griega fue el tema principal del concierto, desde los accesorios hasta su estructura. Afrodita es la representación focal de todo los actos, comenzando desde su nacimiento desde el mar sobre una concha. Minogue admitió que la gira y el nombre está inspirada en el musical Ziegfeld Follies (1945), producida por MGM: «Ziegfeld Folies - Estuve loca por la película y ese período en la música dance y el cine. Mi espectáculo tiene un poco de eso, tanto que se convirtió en "Aphrodite Les Follies [Folies]». Otros elementos son la Fuente de la Juventud, el arte pop y el arte burlesco. Algunos números musicales están basados en escenas de las películas de Busby Berkeley y en el estriptis del film Metrópolis de Fritz Lang.
Etimológicamente, Les Folies Tour [lɛ fo'li tuʁ] es un título en francés que significa «La gira de las locuras». Folie significa «estado de locura que consiste en grupos de problemas mentales» y «interés excesivamente apasionado» en las acepciones adecuadas en el caso. Curiosamente, en el idioma inglés, folies tiene una variante follies de acepción muy diferente y algo relativa, que significa «revista teatral», un tipo de espectáculo que incluye vestimenta elaborada, música y baile.

## Sinopsis

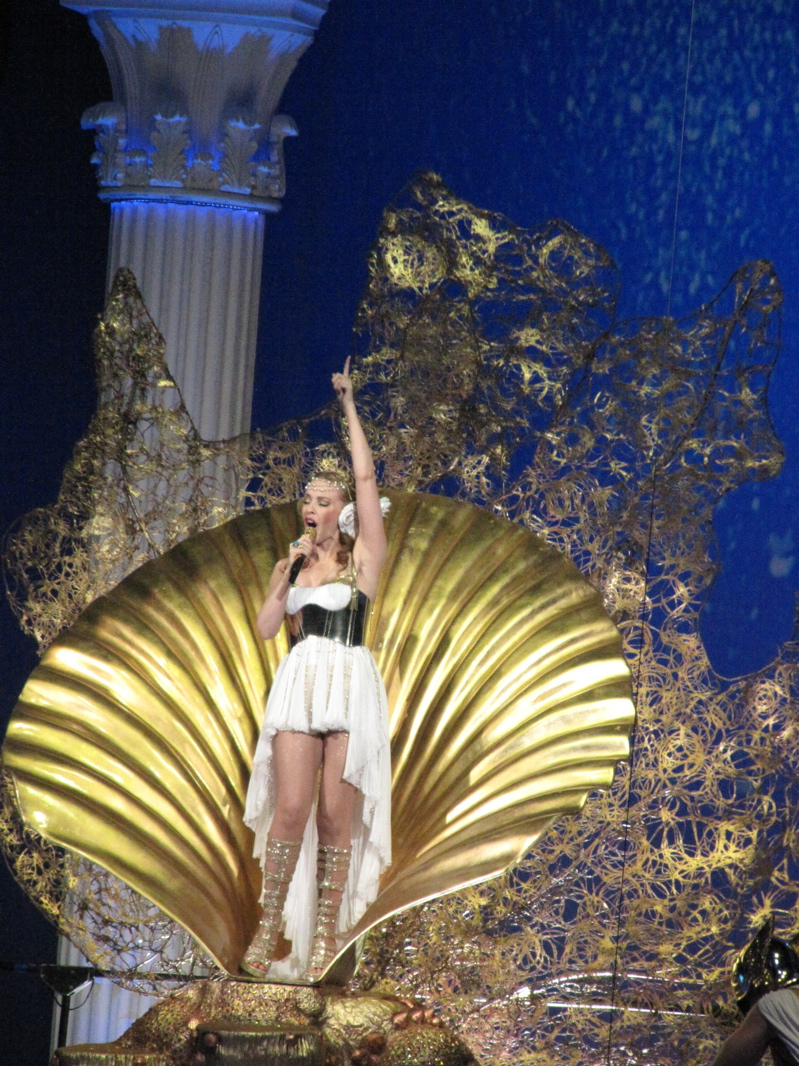
Minogue interpretando «Aphrodite» al inicio del concierto.

El concierto está dividido en ocho partes. El primer acto comienza con una introducción mística con un fragmento musical de El carnaval de los animales. A continuación, Minogue surge en el escenario sobre una concha dorada, haciendo alusión a Afrodita en sus numerosos cuadros populares, para cantar «Aphrodite». Luego, interpreta «The One», rodeada de mujeres griegas ataviadas en sayos y arpas mitológicas, y «Wow», rodeada de gladiadores. Al comienzo del segundo acto, Minogue aborda sobre un enorme pegaso dorado para cantar «Illusion», seguido de «I Believe in You», el cual canta sobre una carroza tirada por cuatro de los bailarines. En el tercer acto, Minogue viste un pomposo vestido negro. Primero intrepeta «Cupid Boy», en donde se muestran proyecciones de su novio Andrés Velencoso bailando y posando, mientras sus bailarines hombres muestran trajes de carnaval, similares a los del Showgirl; le siguen «Spinning Around» (acompañada por bailarinas mujeres), «Get Outta My Way» (con sillas) y «What Do I Have to Do?», con el cual finaliza el acto. El cuarto acto toma un aspecto más glamuroso, inspirado en los años 50. Al fondo del escenario surge un gran busto de Kylie Minogue, mientras suena «Everything is Beautiful». «Slow» es luego presentado con Minogue parada en el centro de un piso circular rotatorio; durante toda la canción este asciende y gira junto a bailarinas con plumas que se encuentran echadas sobre ella, mientras una pequeña plataforma central levanta a Minogue mucho más. El acto cierra con el remix de Chemical Brothers de «Slow».
El quinto, más futurista, incluye a Minogue ataviada en un vestido iridiscente, mientras canta «Confide in Me», «Can't Get You Out of My Head» e «In My Arms». El siguiente acto, con un carácter más espiritual, comienza con «Looking for an Angel», en donde aparece un ángel. Durante «Closer», ella se monta en él, y lentamente vuela sobre el escenario hasta llegar cerca del público. Luego se interpreta un cover de «There Must Be an Angel (Playing with My Heart)» (de Eurythmics), continuando con una mezcla «Love at First Sight» y «Can't Beat the Feeling», y terminando con «If You Don't Love Me». En el séptimo acto, Minogue interpreta «Better the Devil You Know», rodeada de bailarinas con plumas y bailarines que simulan movimientos de capoeira, y «Put Your Hands Up (If You Feel Love)». El acto final, que también sirve de encore, comienza con «On a Night Like This», y termina con «All the Lovers» y una presentación intensa parada en la cima de una Fuente de la Juventud, mientras grandes chorros de agua adornan todo el escenario del concierto.

## Promoción

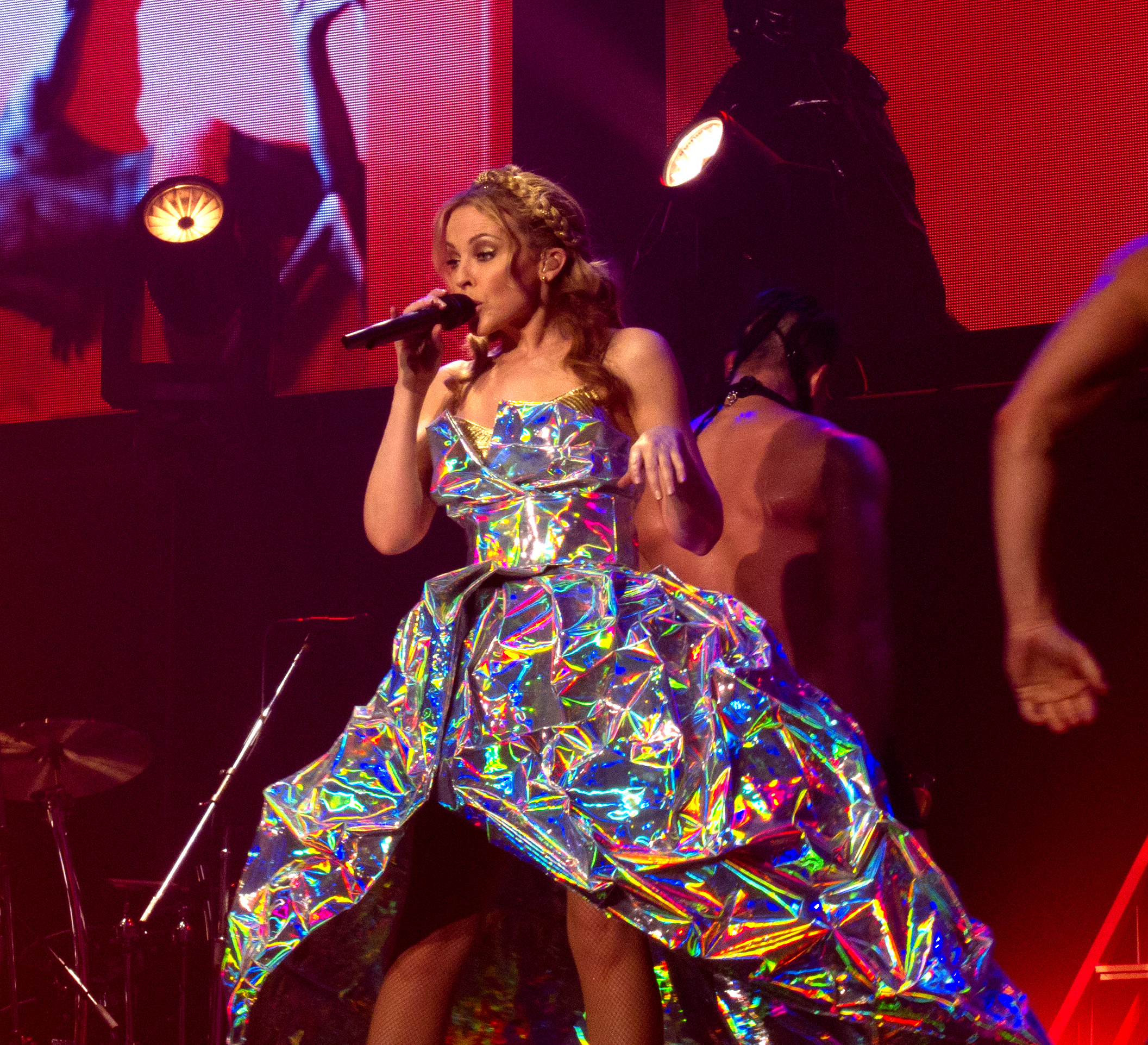
Minogue interpretando «Can't Get You Out of My Head» en un concierto de la gira, en Chiba, Japón.

Para la promoción de la gira, Harmonix Music Systems lanzó un videojuego de música llamado Dance Central, considerado como patrocinador oficial de la manga europea de la gira. Según la prensa, las cabinas estarían ubicadas en los vestíbulos de las arenas, entregando la oportunidad al espectador de jugar y bailar el éxito «Can't Get You Out of My Head». Adicionalmente, un equipo fue asignado para grabar a la audiencia, así como, detrás de las bambalinas para la página oficial de Minogue en Facebook.
Además, Minogue introdujo objetos para la promoción de la gira como polos, tazas, pegatinas y un libro. El libro contiene imágenes exclusivas, inspirada en el arte pop fusionada con la cultura griega y otros elementos clásicos y fantástico, así como un busto de mármol de Minogue incluido, a gran escala, durante el tercer acto del concierto.

### Música

#### EP
La gira fupé promocionada en América de Norte con un EP especial titulado Aphrodite North American Tour Bonus Edition, publicada por Kylie y Astralwerks para el 3 de mayo de 2011. Junto a este, posteriormente en mayo, se publicó otro EP que incluye remixes exclusivos de la canción «Put Your Hands Up (If You Feel Love)».
El Bonus Edition incluye grabaciones realizada durante la BBC Live Lounge y presentaciones en su undécima gira For You, For Me:
| Lista de canciones - «Can't Get You Out Of My Head» (BBC Live Lounge Version) - «All The Lovers» (BBC Live Lounge Version) - «Get Outta My Way» (BBC Live Lounge Version) - «Better Than Today» (Live in New York October 2009) - «Confide In Me» (Live in New York October 2009) - Cortometraje de «un dia en la vida de Kylie». - PDF de 6 páginas con los bocetos originales del vestuario diseñado por Dolce & Gabbana. |

#### Aphrodite: Les Folies Tour Edition
Es una próxima edición especial para promocionar la gira Aphrodite: Les Folies Tour de la cantante. La edición fue lanzada el 3 de junio de 2011. Incluye tres discos con la edición estándar de Aphrodite, ocho remixes y una pista de remix continuo. Fue promocionado por Warner Music Australia. Junto a este, se publicó una edición especial titulada Goddess Edition, que incluye ilustraciones, imágenes y material inédito.
| Disco 1 (edición estándar de Aphrodite) 1. «All the Lovers» — 3:20 2. «Get Outta My Way» — 3:39 3. «Put Your Hands Up (If You Feel Love)» — 3:37 4. «Closer» — 3:09 5. «Everything is Beautiful» — 3:25 6. «Aphrodite» — 3:45 7. «Illusion» — 3:21 8. «Better than Today» — 3:25 9. «Too Much» — 3:15 10. «Cupid Boy» — 4:26 11. «Looking for an Angel» — 3:49 12. «Can't Beat The Feeling» — 4:10 |

| Disco 2 1. «Put Your Hands Up» (Pete Hammond Remix) 2. «Aphrodite» (Denzal Park Remix) 3. «Cupid Boy» (Stereogamous Dub) 4. «Get Outta My Way» (Paul Harris Vocal Mix) 5. «All The Lovers» (WAWA & MMB Anthem Remix) 6. «Put Your Hands Up» (Muscles Club Remix) 7. «Better Than Today» (Bimbo Jones Remix) 8. «Higher» |

| Disco 3 1. «Megamix Party Disc Continuous» — 20:00 |

## Recepción

### Respuesta crítica

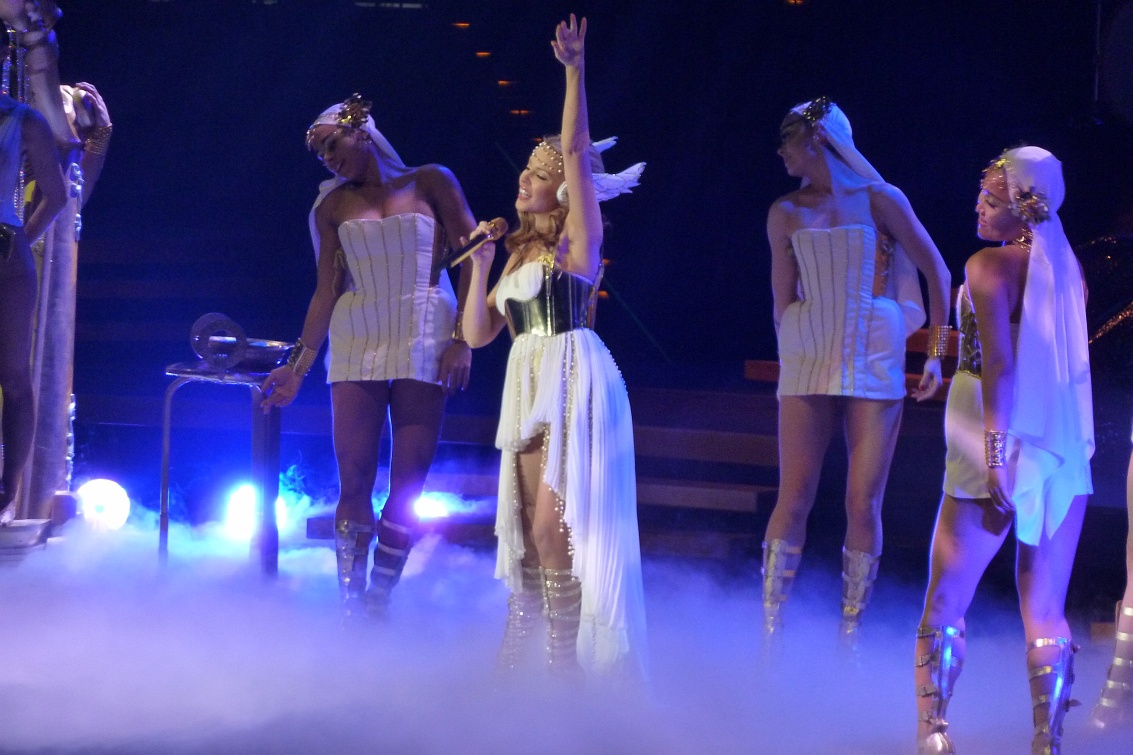
Minogue en su vestimenta de apertura diseñado por Dolce & Gabbana, en Mannheim.

Aphrodite: Les Folies Tour ha recibido reacciones muy entusiastas por parte de los críticos. Hasta ahora, la manga europea Aphrodite: Les Folies Tour recibió críticas positivas, muchos elogiando su ambiente fantástico y las interpretaciones como un personaje divino paseándose en el escenario con facilidad. Ed Power de The Daily Telegraph entregó al concierto cuatro estrellas de calificación, declarando que «Kylie Minogue toma un aspecto retro elegante para extremos vertiginosos en su nuevo tour». Power dijo que «A través de series impresionantes de puestas de escenarios, Kylie prueba ella misma un conjuro sin igual de espectáculo pop y demuestra eso, cuando se convierte en una marca clásica de arena kitsch; ella, no Lady Gaga, permanece en la suprema autoridad». Elisa Bray de The Independent entrega al concierto cuatro estrellas (sobre cinco) y dice que «la autenticidad de Minogue y su personaje que baja a la tierra siempre la convierte en la diva pop más simpática. Desde sus primeros días de fama como Charlene en el soap opera Neighbours, femenina a pesar que sigue siéndola, Kylie ha hecho la exitosa transición a una mujer de espectáculo». Kitty Empire de The Observer entregó una reseña positiva al concierto, diciendo que «si este es su última gira, ella no lo dice. Pero la lujosa gira Aphrodite: Les Folies se siente sin duda con los últimos días de un imperio decadente, en el buen sentido».
James Reed de The Boston Globe entregó una reseña favorable a la manga Aphrodite Live 2011 por decir que «todos los ojos estuvieron en Minogue, 42 años, y ella está en la forma real como artista y cantante». Jason Lipshutz de Billboard entregó al concierto una crítica positiva diciendo que «Minogue es aún una fuerza musical subestimada, donde uno no debe perderse este viaje estadounidense bastante tan inusual». Santiago Felipe de The Village Voice dijo que «en el centro de toda la atención estuvo Kylie, quien estuvo por turnos tímidos y reprendiendo con bromas y en absoluto comando, cambiando vestido con mucha rapidez mientras algunas personas cambian su mente, coqueteando con la audiencia a través de sus interpretaciones. [...] Se puede considerarla más que una estrella del pop de culto en los Estados Unidos, pero ella irradió con gran intensidad en toda la noche».

### Presentaciones en Japón y México
Después del terremoto de magnitud 9,0 MW ocurrido en Sendai, Japón el viernes 11 de marzo de 2011, Minogue envió sus condolencias a los afectados a través de Twitter diciendo: «Enviando todo mi amor y apoyo a Japón. Con amor, Kylie. 日本へ愛と援助を送ります。愛をこめて。カイリー» Las fechas establecidas para Japón (23, 24 y 25 de abril) fueron nuevamente confirmadas y no serián canceladas, según Minogue.
Minogue declaró que la condición de realizar un concierto en Japón después del desastre no significa miedo, más bien compromiso. Aseguró que sus dos presentaciones en el país serán normales. Con respecto a México en que los niveles de seguridad eran graves, Minogue declaró que las fechas programadas para México siguerian en pie. Asegura que no pretende lleva equipos de seguridad, ni encerrarse en un hotel: «No es porque sea México, a donde quiera que voy la seguridad es indispensable. En mi visita a su país tomaré las medidas habituales para que mis fans estén seguros en el concierto».

## Teloneros
| - Frida Gold (Alemania) - Matinée (Barcelona) - The Ultra Girls (Islas británicas) - Verbal & Mademoiselle Yulia (Chiba) - Richie LaDue (Boston) - DJ Randy Bettis (Nueva York—May 2) | - DJ DeMarko! (Nueva York—May 3) - DJ Tracy Young (Nueva York—May 4) - Erik Thoresen (Grand Prairie) - Kaskade (Los Ángeles) - DJ Morningstar (Las Vegas) - Gypsy & The Cat (Australia) |

## Setlist
| Europa y Australia Act I – The Birth of Aphrodite 1. «El carnaval de los animales» (introducción instrumental) 2. «Aphrodite» 3. «The One» 4. «Wow» Act II – Pegasus 1. «Illusion» 2. «I Believe in You» Act III – Gladiator 1. «Cupid Boy» 2. «Spinning Around» 3. «Get Outta My Way» 4. «What Do I Have to Do?» Act IV – Celestial Love 1. «Everything is Beautiful» 2. «Slow» (Chemical Brothers Remix, con elementos jazz) Act V – Holograph 1. «Confide in Me» (con elementos de Big Brothers mix) 2. «Can't Get You Out of My Head» (contiene elementos de «Uprising») 3. «In My Arms» Act VI – Angel 1. «Looking for an Angel» 2. «Closer» 3. «There Must Be an Angel (Playing with My Heart)» (cover de Eurythmics) 4. «Love at First Sight» (contiene elementos de «Can't Beat the Feeling») 5. «If You Don't Love Me» Act VII – Fanfare 1. «Better the Devil You Know» 2. «Better Than Today1» 3. Put Your Hands Up (If You Feel Love)» Encore 1. «On a Night Like This» (Contiene elementos de «Heaven») 2. «All the Lovers» 1Interpretada en algunas fechas y en los shows de Australia. |

| Japón Act I – The Birth of Aphrodite 1. «El carnaval de los animales» 2. «Aphrodite» 3. «The One» 4. «Wow» Act II – Pegasus 1. «Illusion» 2. «In Your Eyes» 3. «I Believe in You» Act III – Gladiator 1. «Cupid Boy» 2. «Spinning Around» 3. «Get Outta My Way» 4. «2 Hearts» 5. «What Do I Have to Do?» Act IV – Holographic 1. «Confide in Me» 2. «Can't Get You Out of My Head» (contiene elementos de «Uprising») 3. «In My Arms» Act V – Angel 1. «Looking for an Angel» 2. «Closer» 3. «There Must Be an Angel (Playing with My Heart)» (cover de Eurythmics) 4. «Love at First Sight» (contiene elementos de «Can't Beat the Feeling») Act VII – Fanfare 1. «If You Don't Love Me» 2. «Better The Devil You Know» 3. «Better Than Today» 4. «I Should Be So Lucky» 5. «Put Your Hands Up (If You Feel Love)» Encore 1. "On a Night Like This" (Contains elements of «Heaven») 2. "All the Lovers" |

| América del Norte, Ásia y África del Sur Act I – The Birth of Aphrodite 1. «Aphrodite» 2. «The One» 3. «Wow» Act II – Pegasus 1. «Illusion» 2. «I Believe in You» Act III – Gladiator 1. «Cupid Boy» 2. «Spinning Around» 3. «Get Outta My Way» 4. «What Do I Have to Do?» Act IV – Celestial Love 1. «Everything is Beautiful» 2. «Slow» Act V – Holograph 1. «Confide in Me» 2. «Can't Get You Out of My Head» 3. «In My Arms» Act VI – Angel 1. «Looking for an Angel» 2. «There Must Be an Angel (Playing with My Heart)» 3. «Love at First Sight» (contiene elementos de «Can't Beat the Feeling») 4. «If You Don't Love Me» Act VII – Fanfare 1. «Better The Devil You Know» 2. «Better tha Today» 3. «Put Your Hands Up (If You Feel Love)» Act 7 - Encore 1. «On a Night Like This» 2. «All the Lovers» |

### Estadísticas
- Temas de Aphrodite (9)
- Temas de X (4)
- Temas de Body Language (1)
- Temas de Fever (3)
- Temas de Light Years (2)
- Temas de Impossible Princess (0)
- Temas de Kylie Minogue (2)
- Temas de Let's Get To It (0)
- Temas de Rhythm Of Love (2)
- Temas de Enjoy Yourself (0)
- Temas de Kylie (1)

- Temas no pertenecientes a algún álbum de estudio: (2)
- Canciones tocadas en la gira anterior For You, for Me Tour: 13

- Regresos:
- Canción más reciente no perteneciente al álbum soporte de la gira: "Wow"
- Canción debut no perteneciente al álbum soporte de la gira: If You Don't Love Me
- Todos los sencillos interpretados de un álbum, no perteneciente al de soporte de la gira:

### Canciones solicitadas
A continuación se muestra una lista larga de las canciones solicitadas, junto a su fecha de presentación y lugar. Todas las canciones adicionales al repertorio fueron interpretadas después de «Better the Devil You Know» y antes de «Put Your Hands Up (If You Feel Love)». A menos que se muestre lo contrario.
| 22/2/2011 Helsinki «In Your Eyes» 23/2/2011 Tallin «I Should Be So Lucky» 25/2/2011 Riga «The Loco-Motion» 26/2/2011 Vilna «Come Into My World» 28/2/2011 Hamburg «Your Disco Needs You» 1/3/2011 Berlín «Your Disco Needs You» 2/3/2011 Praga «Your Disco Needs You» 4/3/2011 Leipzig «Your Disco Needs You» «Red Blooded Woman»* 5/3/2011 Múnich «Your Disco Needs You» «Got To Be Certain» 8/3/2011 Mannheim «Your Disco Needs You» «I Should Be So Lucky» 8/3/2011 Milán «Come Into My World» «I Should Be So Lucky» * 9/3/2011 Zúrich «Better Than Today» «Come Into My World» 11/3/2011 Toulouse «Your Disco Needs You» «I Should Be So Lucky» 12/3/2011 Barcelona «Come Into My World» 14/3/2011 Amneville «Better Than Today» 15/3/2011 París «Better Than Today» «Your Disco Needs You» 17/3/2011 Ámsterdam «Got To Be Certain» «Too Much» * 18/3/2011 Oberhausen «Your Disco Needs You» 19/3/2011 Amberes «Better Than Today» 22/3/2011 Dublín «Better Than Today» 23/3/2011 Dublín «Especially For You» «Better Than Today» 25/3/2011 Cardiff «Hand On Your Heart» «Better Than Today» 26/3/2011 Cardiff «The Loco-Motion» «Got To Be Certain» 28/3/2011 Glasgow «Your Disco Needs You» 29/3/2011 Glasgow ««The Loco-Motion» 30/3/2011 Glasgow «Hand On Your Heart» «Better Than Today» 1/4/2011 Mánchester «Got To Be Certain» «Better Than Today» 2/4/2011 Mánchester «I Should Be So Lucky» «Better Than Today» «Fever» * 4/4/2011 Mánchester «Got To Be Certain» «Better Than Today» 5/4/2011 Mánchester «I Should Be So Lucky» «Better Than Today» «Disco Dwon» * 7/4/2011 Londres «I Should Be So Lucky» «Better Than Today» 8/4/2011 Londres «Hand On Your Heart» «Better Than Today» 9/4/2011 Londres «Limbo» * «The Loco-Motion» «Better Than Today» 11/4/2011 Londres «Got To Be Certain» «The Loco-Motion» «Better Than Today» 12/4/2011 Londres «I Should Be So Lucky» «Better Than Today» 12/5/2011 Ciudad de México «In Your Eyes» «Chocolate» 16/5/2011 Monterrey «Red Blooded Woman» «Chocolate» «I Should Be So Lucky» «Koocachoo» «In Your Eyes» |

## Fechas
| Fecha                                                                                                | Ciudad           | País               | Local                                   |
| --- | ---------------- | ------------------ | --------------------------------------- |
| Europa                                                                                               |                  |                    |                                         |
| 19 de febrero de 2011                                                                                | Herning          | Dinamarca          | Jyske Bank Boxen                        |
| 22 de febrero de 2011                                                                                | Helsinki         | Finlandia          | Hartwall Arena                          |
| 23 de febrero de 2011                                                                                | Tallin           | Estonia            | Saku Suurhall                           |
| 25 de febrero de 2011                                                                                | Riga             | Letonia            | Arena Riga                              |
| 26 de febrero de 2011                                                                                | Vilna            | Lituania           | Siemens Arena                           |
| 28 de febrero de 2011                                                                                | Hamburgo         | Alemania           | O2 World                                |
| 1 de marzo de 2011                                                                                   | Berlín           | Alemania           | O2 World                                |
| 2 de marzo de 2011                                                                                   | Praga            | República Checa    | O2 Arena                                |
| 4 de marzo de 2011                                                                                   | Leipzig          | Alemania           | Arena Leipzig                           |
| 5 de marzo de 2011                                                                                   | Múnich           | Alemania           | Olympiahalle                            |
| 6 de marzo de 2011                                                                                   | Mannheim         | Alemania           | SAP Arena                               |
| 8 de marzo de 2011                                                                                   | Milán            | Italia             | Mediolanum Forum                        |
| 9 de marzo de 2011                                                                                   | Zúrich           | Suiza              | Hallenstadion                           |
| 11 de marzo de 2011                                                                                  | Toulouse         | Francia            | Zénith de Toulouse                      |
| 12 de marzo de 2011                                                                                  | Barcelona        | España             | Palau Sant Jordi                        |
| 14 de marzo de 2011                                                                                  | Metz             | Francia            | Galaxie Amneville                       |
| 15 de marzo de 2011                                                                                  | París            | Francia            | Palais Omnisports de Paris-Bercy        |
| 17 de marzo de 2011                                                                                  | Arnhem           | Países Bajos       | Heineken Music Hall                     |
| 18 de marzo de 2011                                                                                  | Oberhausen       | Alemania           | König Pilsener Arena                    |
| 19 de marzo de 2011                                                                                  | Amberes          | Bélgica            | Sportpaleis                             |
| 22 de marzo de 2011                                                                                  | Dublín           | Irlanda            | The O2 (Dublín)                         |
| 23 de marzo de 2011                                                                                  | Dublín           | Irlanda            | The O2 (Dublín)                         |
| 25 de marzo de 2011                                                                                  | Cardiff          | Reino Unido        | Cardiff International Arena             |
| 26 de marzo de 2011                                                                                  | Cardiff          | Reino Unido        | Cardiff International Arena             |
| 28 de marzo de 2011                                                                                  | Glasgow          | Reino Unido        | SECC                                    |
| 29 de marzo de 2011                                                                                  | Glasgow          | Reino Unido        | SECC                                    |
| 30 de marzo de 2011                                                                                  | Glasgow          | Reino Unido        | SECC                                    |
| 1 de abril de 2011                                                                                   | Mánchester       | Reino Unido        | Manchester Evening News Arena           |
| 2 de abril de 2011                                                                                   | Mánchester       | Reino Unido        | Manchester Evening News Arena           |
| 4 de abril de 2011                                                                                   | Mánchester       | Reino Unido        | Manchester Evening News Arena           |
| 5 de abril de 2011                                                                                   | Mánchester       | Reino Unido        | Manchester Evening News Arena           |
| 7 de abril de 2011                                                                                   | Londres          | Reino Unido        | The O2 Arena (Londres)                  |
| 8 de abril de 2011                                                                                   | Londres          | Reino Unido        | The O2 Arena (Londres)                  |
| 9 de abril de 2011                                                                                   | Londres          | Reino Unido        | The O2 Arena (Londres)                  |
| 11 de abril de 2011                                                                                  | Londres          | Reino Unido        | The O2 Arena (Londres)                  |
| 12 de abril de 2011                                                                                  | Londres          | Reino Unido        | The O2 Arena (Londres)                  |
| Asia                                                                                                 |                  |                    |                                         |
| 23 de abril de 2011                                                                                  | Tokio            | Japón              | Makuhari Messe                          |
| 24 de abril de 2011                                                                                  | Tokio            | Japón              | Makuhari Messe                          |
| 25 de abril de 2011                                                                                  | Osaka            | Japón              | Osaka-jō Hall                           |
| Norteamérica                                                                                         |                  |                    |                                         |
| 28 de abril de 2011                                                                                  | Montreal         | Canadá             | Bell Centre                             |
| 29 de abril de 2011                                                                                  | Boston           | Estados Unidos     | Agganis Arena                           |
| 30 de abril de 2011                                                                                  | Washington D. C. | Estados Unidos     | Patriot Center                          |
| 2 de mayo de 2011                                                                                    | Nueva York       | Estados Unidos     | Hammerstein Ballroom                    |
| 3 de mayo de 2011                                                                                    | Nueva York       | Estados Unidos     | Hammerstein Ballroom                    |
| 4 de mayo de 2011                                                                                    | Nueva York       | Estados Unidos     | Hammerstein Ballroom                    |
| 6 de mayo de 2011                                                                                    | Atlanta          | Estados Unidos     | Fox Theatre (Atlanta)                   |
| 7 de mayo de 2011                                                                                    | Fort Lauderdale  | Estados Unidos     | BankAtlantic Center                     |
| 8 de mayo de 2011                                                                                    | Orlando          | Estados Unidos     | Hard Rock Live (Orlando)                |
| 10 de mayo de 2011                                                                                   | Houston          | Estados Unidos     | Verizon Wireless                        |
| 12 de mayo de 2011                                                                                   | Ciudad de México | México             | Palacio de los Deportes                 |
| 14 de mayo de 2011                                                                                   | Guadalajara      | México             | Auditorio Telmex                        |
| 16 de mayo de 2011                                                                                   | Monterrey        | México             | Arena Monterrey                         |
| 18 de mayo de 2011                                                                                   | Dallas           | Estados Unidos     | Verizon Theatre at Grand Prairie        |
| 20 de mayo de 2011                                                                                   | Los Ángeles      | Estados Unidos     | Hollywood Bowl                          |
| 21 de mayo de 2011                                                                                   | San Francisco    | Estados Unidos     | Bill Graham Civic Auditorium            |
| 22 de mayo de 2011                                                                                   | Las Vegas        | Estados Unidos     | The Colosseum at Caesars Palace         |
| Australia                                                                                            |                  |                    |                                         |
| 3 de junio de 2011                                                                                   | Brisbane         | Australia          | Entertainment Centre                    |
| 4 de junio de 2011                                                                                   | Brisbane         | Australia          | Entertainment Centre                    |
| 7 de junio de 2011                                                                                   | Sídney           | Australia          | Entertainment Centre                    |
| 8 de junio de 2011                                                                                   | Sídney           | Australia          | Entertainment Centre                    |
| 11 de junio de 2011                                                                                  | Sídney           | Australia          | Entertainment Centre                    |
| 14 de junio de 2011                                                                                  | Melbourne        | Australia          | Rod Laver Arena                         |
| 15 de junio de 2011                                                                                  | Melbourne        | Australia          | Rod Laver Arena                         |
| 16 de junio de 2011                                                                                  | Melbourne        | Australia          | Rod Laver Arena                         |
| 18 de junio de 2011                                                                                  | Adelaida         | Australia          | Entertainment Centre                    |
| 22 de junio de 2011                                                                                  | Perth            | Australia          | Burswood Dome                           |
| Asia                                                                                                 |                  |                    |                                         |
| 25 de junio de 2011                                                                                  | Bangkok          | Tailandia          | Impact Arena                            |
| 27 de junio de 2011                                                                                  | Yakarta          | Indonesia          | Sentul International Convention Center, |
| 29 de junio de 2011                                                                                  | Singapur         | Singapur           | Singapore Indoor Stadium                |
| 1 de julio de 2011                                                                                   | Hong Kong        | Hong Kong          | Convention Centre                       |
| 3 de julio de 2011                                                                                   | Taipéi           | República de China | Nangang Exhibition Hall                 |
| 5 de julio de 2011                                                                                   | Manila           | Filipinas          | Araneta Coliseum                        |
| África                                                                                               |                  |                    |                                         |
| 8 de julio de 2011                                                                                   | Sun City         | Sudáfrica          | Superbowl                               |
| 9 de julio de 2011                                                                                   | Sun City         | Sudáfrica          | Superbowl                               |
| 10 de julio de 2011                                                                                  | Ciudad del Cabo  | Sudáfrica          | Grand Arena                             |
| 13 de julio de 2011                                                                                  | Ciudad del Cabo  | Sudáfrica          | Grand Arena                             |
| 14 de julio de 2011                                                                                  | Ciudad del Cabo  | Sudáfrica          | Grand Arena                             |
| (*) Cada manga de la gira fue asignado con un nombre: Aphrodite: Les Folies Tour Aphrodite Live Tour |                  |                    |                                         |

Cancelaciones y espectáculos reprogramados
| 14 de marzo de 2011 | Nantes, Países del Loira, Francia | Zénith de Nantes Métropole | Este concierto fue movido al Galaxie Amnéville en Metz, Lorena, Francia.         |
| 17 de marzo de 2011 | Arnhem, Países Bajos              | GelreDome XS               | Este concierto ha sido movido al Heineken Music Hall en Ámsterdam, Países Bajos. |

### Cuadro de taquilla
| Lugar                                     | Ciudad        | Entradas vendidas / disponibles | Recaudación |
| ----------------------------------------- | ------------- | ------------------------------- | ----------- |
| O2 World Hamburg                          | Hamburgo      | 6,786 / 10,249 (66%)            | $448,384    |
| Sportpaleis                               | Amberes       | 12,152 / 14,511 (84%)           | $756,761    |
| Motorpoint Arena Cardiff                  | Cardiff       | 8,420 / 8,800 (96%)             | $771,549    |
| Scottish Exhibition and Conference Centre | Glasgow       | 18,500 / 20,250 (92%)           | $1,882,260  |
| Manchester Evening News Arena             | Mánchester    | 44,578 / 45,000 (99%)           | $4,449,280  |
| The O2 Arena                              | London        | 70,100 / 70,500 (99%)           | $6,754,860  |
| Bell Centre                               | Montreal      | 4,891 / 6,114 (80%)             | $456,262    |
| Agganis Arena                             | Boston        | 2,694 / 3,749 (72%)             | $253,987    |
| Patriot Center                            | Fairfax       | 3,246 / 4,821 (67%)             | $307,722    |
| Hammerstein Ballroom                      | New York City | 7,451 / 9,120 (82%)             | $721,161    |
| Fox Theatre                               | Atlanta       | 2,838 / 4,515 (63%)             | $248,686    |
| BankAtlantic Center                       | Sunrise       | 4,000 / 4,441 (90%)             | $253,756    |
| Hard Rock Live                            | Orlando       | 2,011 / 2,723 (97%)             | $155,555    |
| Verizon Wireless Theater                  | Houston       | 1,831 / 3,202 (57%)             | $156,915    |
| Verizon Theater at Grand Prairie          | Grand Prairie | 2,239 / 2,989 (75%)             | $218,105    |
| Hollywood Bowl                            | Los Ángeles   | 9,052 / 9,986 (91%)             | $809,146    |
| Bill Graham Civic Auditorium              | San Francisco | 5,670 / 6,074 (93%)             | $482,455    |
| The Colosseum at Caesars Palace           | Las Vegas     | 4,062 / 4,062 (100%)            | $445,612    |
| Brisbane Entertainment Centre             | Brisbane      | 15,540 / 22,686 (68%)           | $2,442,780  |
| Sydney Entertainment Centre               | Sídney        | 26,689 / 30,000 (89%)           | $3,730,000  |
| Rod Laver Arena                           | Melbourne     | 25,598 / 27,600 (93%)           | $3,510,740  |
| Adelaide Entertainment Centre             | Adelaida      | 8,537 / 8,537 (100%)            | $1,124,185  |
| Burswood Dome                             | Perth         | 12,626 / 15,000 (84%)           | $1,608,139  |
| TOTAL                                     | TOTAL         | 307,144 / 347,133 (88%)         | $32,559,439 |

## Emisión y grabación
Kylie: Aphrodite Les Folies 3D es una película del concierto. Fue filmado en 3D en dos noches en The O2 Arena en Londres y fue dirigido por William Baker y Marcus Viner. Este será mostrado en Sky 3D así como en cines de Reino Unido e Irlanda, y posteriormente en otras partes del mundo. Este también incluye un DVD, 2 CD Y Blu-Ray en 2-D y 3-D del concierto, titulado Kylie 3D – Aphrodite Les Folies Live in London, que será lanzado el 28 de noviembre de 2011.
El tráiler de la película fue publicado en YouTube el 8 de junio de 2011.
Blink TV se encargó en la grabación de los actos del concierto usando la tecnología 3D, y está siendo distribuida por Arts Alliance Media. El CEO Howard Kiedaisch de la distribuidora dijo: «Estamos ansiosos de llevar a Kylie a los cines en 3D. Los espectáculos de Aphrodite Les Folies son visualmente asombrosos, y el efecto 3D de la película realmente hace lo suyo en la gran pantalla. Los cines están descubriendo lo que es una gran experiencia en 3D de lo que son las nuevas películas de conciertos, y creo que el público les va a encantar ver el conjunto de Kylie y los trajes de cerca, así como escuchar las canciones totalmente en sonido de calidad envolvente».
Desde entonces, Kylie: Aphrodite Les Folies 3D fue estrenada en Australia, Nueva Zelanda, México, Brasil y Polonia en agosto de 2011. Luego, en Chile, Colombia, Costa Rica, Dinamarca, Croacia, El Salvador, Países Bajos, Perú, Sudáfrica, Serbia, Bulgaria e Indonesia, en septiembre de 2011. Por último fue presentada en Argentina, Bélgica y Uruguay en octubre de 2011.
La película se estrenó en tres formatos el 28 de noviembre de 2011. En primer lugar, como DVD con dos discos adicionales de grabación de audio del concierto. En segundo lugar, como un box set de edición ilimitada con un DVD, dos discos de audio y folleto. Por último, lanzó un Blu-Ray que incluye una versión 2D y 3D del show . Los tres paquetes también incluyeron un detrás de cámara en formato documental del concierto titulado Just Add Water..

### Tracklist
| Aphrodite/Les Folies (Live in London) CD 1 |                                  |          |  |
| N.º                                        | Título                           | Duración |  |
| 1.                                         | «The Birth of Aphrodite» (Intro) | 2:38     |  |
| 2.                                         | «Aphrodite»                      | 4:39     |  |
| 3.                                         | «The One»                        | 3:56     |  |
| 4.                                         | «Wow»                            | 4:01     |  |
| 5.                                         | «Illusion»                       | 6:49     |  |
| 6.                                         | «I Believe in You»               | 3:15     |  |
| 7.                                         | «Cupid Boy»                      | 5:35     |  |
| 8.                                         | «Spinning Around»                | 3:40     |  |
| 9.                                         | «Get Outta My Way»               | 3:38     |  |
| 10.                                        | «What Do I Have to Do?»          | 5:14     |  |
| 11.                                        | «Everything Is Beautiful»        | 4:54     |  |
| 12.                                        | «Slow»                           | 6:01     |  |
| 13.                                        | «Confide in Me» (Intro)          | 2:38     |  |
| 14.                                        | «Confide in Me»                  | 3:35     |  |
| 15.                                        | «Can't Get You Out of My Head»   | 4:41     |  |
| 16.                                        | «In My Arms»                     | 3:43     |  |
| 65:15                                      |                                  |          |  |

| Aphrodite/Les Folies (Live in London) CD 2 |                                                  |          |  |
| N.º                                        | Título                                           | Duración |  |
| 1.                                         | «Looking for an Angel»                           | 5:09     |  |
| 2.                                         | «Closer»                                         | 3:24     |  |
| 3.                                         | «There Must Be an Angel (Playing with My Heart)» | 4:37     |  |
| 4.                                         | «Love at First Sight»/«Can't Beat the Feeling»   | 4:14     |  |
| 5.                                         | «If You Don't Love Me»                           | 3:17     |  |
| 6.                                         | «Better the Devil You Know»                      | 7:18     |  |
| 7.                                         | «Better Than Today»                              | 3:20     |  |
| 8.                                         | «Put Your Hands Up (If You Feel Love)»           | 4:03     |  |
| 9.                                         | «Million Dollar Mermaid» (Intro)                 | 1:52     |  |
| 10.                                        | «On a Night Like This»                           | 4:14     |  |
| 11.                                        | «All the Lovers»                                 | 5:30     |  |
| 50:24                                      |                                                  |          |  |